# Bazil
A Bazil görög eredetű férfinév, jelentése: királyi. Női párja: Vaszília, Bazilia

## Rokon nevek
- Bazsó:[1] régi magyar becenévből önállósult[2]
- Vászoly:[1] a név görögkeleti szláv Vaszil alakjából származik[3]
- Vazul:[1] a név régi magyar Wazul alakjának téves olvasatából származik, ennek helyes kiejtése Vászol, Vászoly.[4]

## Gyakorisága
Az 1990-es években a Bazil, Bazsó, Vászoly és Vazul egyaránt szórványosan fordult elő, a 2000-es években egyik sem szerepel a 100 leggyakoribb férfinév között.

## Névnapok
- Bazil: január 2.[2]
- Bazsó: január 2.,[2] október 1.,[2]
- Vászoly: január 2.,[3] május 30.,[3]
- Vazul: január 1.,[4] január 11.,[4] március 22.,[4] május 30.,[4] június 14.[4]

## Idegen nyelvi változatai
- Vaszil
- Vaszilij
- Basil
- Basile

## Híres Bazilok, Bazsók, Vászolyok, Vazulok
- Nagy Szent Vazul
- Ankirai Szent Bazil vértanú
- Basil Liddell Hart katonai teoretikus
- Vazul, magyar herceg, I. István unokatestvére
- Vaszilij Suksin orosz író, filmrendező
- Basil Waczak szereplő a Waczak szálló-ból